# Korean Broadcasting System
Korean Broadcasting System (KBS) (hangul: 한국방송공사; hanja: 韓國放送公社; rr: Han-guk Bangsong Gongsa; MR: Han'guk Pangsong Kongsa; em português:  Sistema de Radiodifusão Coreano) é a emissora pública nacional da Coreia do Sul. Foi fundada no ano de 1927 e opera serviços de rádio, televisão e mídia on-line, sendo uma das maiores redes de televisão sul-coreanas.

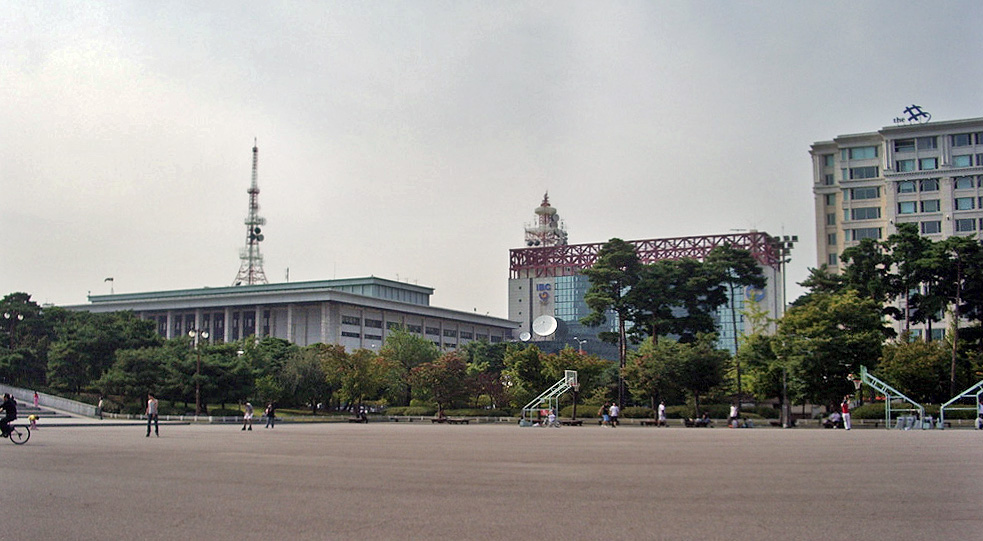
A sede da KBS em Seul.

## História

### Década de 1920: Começo da rádio
A KBS foi fundada em 16 de fevereiro de 1927, com o nome Kyeongseong Broadcasting Corporation (JODK - 경성 방송국,京城放送局), criado pelo Governador-Geral da Coreia, no período da ocupação japonesa da Coreia, apenas como rádio. Sua segunda estação de radiodifusão foi criada em 1947, após a República da Coreia, utilizando o sinal HLKA pela União Internacional de Telecomunicações, depois de realizar sua transmissão nacional, a rádio foi renomeada para Estação de Transmissão Central de Seul.

### Décadas de 1950 e 1960: Começo na televisão
Os primeiros testes como estação de televisão HLKZ-TV, teve início na Coreia do Sul em 12 de maio de 1956. E no ano de 1961 a estação de televisão foi vendida para a KBS.

### Década de 1970: Expansão
O status da estação KBS mudou de governo para uma estação pública em 3 de março de 1973. A construção da sede da KBS em Yeouido ocorreu em 1976. Em 1979, a Rádio KBS começou a transmitir na onda FM com o lançamento da KBS Stereo (agora KBS 1FM).

### Década de 1980: Fusão controversa e publicidade
A KBS começou a aceitar publicidade em 1980, diferindo da norma de transmissão livre de anúncios por emissoras públicas, devido após a fusão forçada de vários radiodifusores privados para a KBS pelo governo militar de Chun Doo-hwan.

### Década de 1990: Cisão da EBS e Início de taxa de licenciamento
No dia 27 de dezembro de 1990, a antiga KBS 3 e a rádio Educational FM se separaram da KBS para a criação da Educational Broadcasting System. A EBS atualmente é considerada a única rede de televisão e rádio sul-coreana, sem um serviço regional separado.
Em 1994 após uma revisão do sistema de taxas de licenciamento de televisão, a KBS1 parou de transmitir comerciais em sua programação.

## Estrutura
A KBS é uma empresa pública, financiada pelo governo sul-coreano e por taxas de licença, mas é gerenciada de forma independente. Como parte da Constituição, o presidente da KBS é escolhido pelo presidente da Coreia do Sul, após ser recomendado pelo seu conselho de administração. Os partidos políticos na Coreia do Sul também têm o direito de nomear membros do conselho de administração da KBS. Devido a esse sistema, que oferece aos políticos controle efetivo sobre a escolha do presidente da KBS, bem como de seu conselho de administração, as pessoas que são críticas ao sistema citam a intervenção política na governança da KBS como motivo para revisar o atual sistema de recrutamento.
Cerca de 37,8% da receita da KBS vem de uma taxa obrigatória de licença de televisão de 2.200 won , com outros 47,6% provenientes de vendas de anúncios comerciais. A produção internacional da KBS, como a KBS World, e serviços especializados, como a Rádio 3 da KBS para pessoas com deficiência, recebem financiamento público do governo sul-coreano.

## Subsidiárias

### Redes de televisão aberta
| Logótipo | Canal   | Descrição | Fundação                         |
| -------- | ------- | --- | -------------------------------- |
|          | KBS 1TV | É o principal canal da Korean Broadcasting System. É um canal generalista, que transmite notícias e assuntos da atualidade, esportes, cultura, entretenimento, teledramaturgia e educação, além de documentários produzidos pela própria KBS, a KBS1 também exibe filmes de informação pública e programação de entretenimento menor, mas a maioria está em seu canal-irmão KBS2. Foi fundada em 1961 como HLKA-TV e é financiada exclusivamente por taxa de licença, sendo veiculada sem comerciais. | 31 de dezembro de 1961 (63 anos) |
|          | KBS 2TV | É um canal generalista, que tem em sua programação: séries, dramas, entretenimento, além de shows e espetáculos ao vivo, a KBS2 também exibe filmes de informação pública e programação de notícias e assuntos atuais, mas a maioria está em seu canal-irmão KBS1. Foi fundada em 1980 como substituta da antiga Tongyang Broadcasting Corporation, depois da fusão entre TBC e KBS. | 1 de dezembro de 1980 (44 anos)  |
|          | KBS UHD | É um canal que é transmitido em formato de UHD (Ultra alta definição). Apresenta videoclipes e reprises de dramas. |                                  |

No dia 31 de dezembro de 2012, a KBS desativou o sinal analógico da KBS1 e da KBS2, como forma de iniciar o processo de transição para o sinal digital.

### Canais de televisão por assinatura
| Canal        | Descrição                           | Fundação                         |
| ------------ | ----------------------------------- | -------------------------------- |
| KBS Drama    | É um canal focado em dramas.        | 2 de fevereiro de 2002 (23 anos) |
| KBS N Sports | Canal de esportes.                  | 2 de fevereiro de 2002 (23 anos) |
| KBS Life     | Canal de cultura e teledramaturgia. | 12 de setembro de 2005 (19 anos) |
| KBS Joy      | Canal de entretenimento.            | 1 de novembro de 2006 (18 anos)  |
| KBS Kids     | Canal infantil.                     | 5 de maio de 2012 (12 anos)      |
| KBS Story    | Canal voltado ao público feminino.  | 1 de janeiro de 2013 (12 anos)   |
| KBS N Plus   | Canal OTT.                          |                                  |

Esses seis canais são transportados por operadoras de cabo e satélite na Coreia do Sul. Existem mais de 100 operadoras de cabo na Coreia do Sul, e a Skylife é o único provedor de serviços de televisão por satélite. Esses canais são gerenciados e operados pela KBS N, uma empresa subsidiária da KBS.

### KBS World
KBS World é o serviço internacional de televisão e rádio da KBS. Foi lançado oficialmente no dia 1 de julho de 2003, a fim de ampliar sua cobertura mundial, para assim, divulgar a cultura sul-coreana, e é transmitida 24 horas por dia, com programas que incluem notícias, esportes, dramas de televisão, entretenimento e programas infantis. O formato de televisão da KBS World é transmitida localmente e ao redor do mundo. Cerca de 65% de seus programas são transmitidos com legendas em inglês. Está disponíveis em 32 países e, segundo informações, mais de 40 milhões de famílias em todo o mundo podem acessar a KBS World.[carece de fontes?]
Possui duas subsidiárias no exterior, entre elas estão a KBS America e KBS Japan. A KBS Japan é operada independentemente por uma subsidiária da KBS no Japão, e a maioria dos programas é fornecida com legendas em japonês.

### Rádio
Possui emissoras de rádio em ondas curtas para fora da Coreia, em 11 idiomas e na internet, onde tem o mais alto conteúdo virtual e acessível.
| Logótipo | Estação                                                               | Descrição | Canais                | Fundação                          |
| -------- | --------------------------------------------------------------------- | --- | --------------------- | --------------------------------- |
|          | KBS Radio 1                                                           | Notícias, assuntos atuais, documentário e cultura. Lançada em 1927 como Kyeongseong Broadcasting Corporation JODK; tornou-se KBS Radio 1 em 1965 | 711KHz AM/97.3 MHz FM | 16 de fevereiro de 1927 (98 anos) |
|          | KBS Radio 2 (KBS Happy FM)                                            | Música pop. Lançada em 1948 como HLKA. | AM/FM                 | 26 de abril de 1933 (91 anos)     |
|          | KBS Radio 3                                                           | Lançada em 1980 e cessando a transmissão em 1981. Mais tarde foi substituída pelo serviço de rádio regional da KBS Radio 2 e pela Educational FM (hoje EBS FM). Foi relançada em 2000 como um spin-off da KBS Radio 2. E em 2010 pela primieira vez, foi lançada em FM e reestruturada como uma estação de rádio para deficientes. | AM/FM                 | 1 de janeiro de 2000 (25 anos)    |
|          | KBS 1FM (93.1 MHz Classic FM)                                         | Música clássica e folclórica. Lançada em 1979 como KBS-FM. | FM                    | 2 de abril de 1979 (45 anos)      |
|          | KBS 2FM (89.1 MHz KBS Cool FM)                                        | Música pop. Lançada em 1966 como TBC-FM. | FM                    | 26 de junho de 1965 (59 anos)     |
|          | KBS Hanminjok Radio (6015 MHz Ondas Curtas) (onda curta e onda média) | Lançada em 1972 como KBS Third Programme. | AM                    | 15 de dezembro de 1972 (52 anos)  |
|          | KBS World Radio                                                       | É o serviço de rádio internacional da Coreia do Sul, operando em ondas curtas. É financiada diretamente pelo governo. |                       | 1 de julho de 2003 (21 anos)      |

## Logotipos utilizados pela KBS

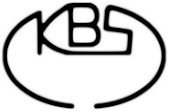
Primeiro logotipo (de 1961 a 2 de março de 1973)
Segundo logotipo (de 3 de março de 1973 a 28 de outubro de 1984)
Terceiro logotipo (desde 29 de outubro de 1984)

## Controvérsias

### Fusão forçada de empresas privadas
Durante o regime de Chun Doo-hwan na década de 1980, o presidente Chun Doo-hwan aprovou uma lei em que várias empresas de comunicação do país se incorporassem a KBS, no caso deixariam de ser privadas e se tornariam emissoras públicas. Entre os conglomerados de mídia que estavam dentro do projeto, estava a antiga Tongyang Broadcasting Company (TBC), que pertencia á Samsung, além da antiga Dong-a Broadcasting System (DABS). Porém, a medida causou polemica no país, pelo fato da KBS1 e da KBS Radio 1 começarem a aceitar publicidade comercial em sua programação. Outro fator que causou polemica, foi pelo fato dessas mesmas empresas criticarem a medida, o presidente Chun Doo-hwan usou essa mesma lei para realizar "golpes" em várias emissoras de televisão, em alguns caso, além de forçar a incorporação de alguns veículos de comunicação á KBS, Chun doo-hwan ainda fechou algumas emissoras de rádio e televisão em Seul.
Outras empresas como a Munhwa Broadcasting Corporation também foram afetadas. A MBC era originalmente uma empresa de 20 estações membros fracamente afiliadas localizadas em várias partes da Coréia, embora elas compartilhassem grande parte de sua programação, cada estação era de propriedade privada. Após a consolidação, no entanto, cada afiliada foi forçada a ceder a maioria de suas ações á MBC com sede em Seul, e a MBC Seoul, por sua vez, foi forçada a ceder a maioria de suas ações à KBS.
Com isso, a TBC TV virou a atual KBS2, enquanto a TBC FM virou a KBS 2FM (hoje KBS Cool FM). Em 2009, os outros veículos de mídia que pertencia tanto a TBC como a DABS tiveram suas concessões entregues a JoongAng Ilbo, que em 2011 viram a atual JTBC.

## Parceiros estrangeiros
| Américas - TV Pública (Argentina) - TV Brasil (Brasil) - CBC (Canadá) - TVN (Chile) - Caracol Televisión (Colômbia) - ABC, CBS, FOX, NBC e PBS (Estados Unidos) - Ecuavisa (Equador) - Televisa (México) - Panamericana Televisión (Peru) - TVes (Venezuela) Europa - ARD (Alemanha) - VRT (Bélgica) - TVE (Espanha) - France Télévisions e TV5MONDE (França) - RAI (Itália) - NPO (Países Baixos) - TVP (Polônia) - RTP (Portugal) - BBC (Reino Unido) - VGTRK e Channel One Russia (Rússia) - SVT (Suécia) | Ásia - KBS World (Global) - MyTV and CTV8 HD (Cambodja) - CCTV e Shenzhen TV (China) - ABS-CBN, GMA Network, PTV e Solar Entertainment (Filipinas) - TVB (Hong Kong) - Sony Pictures Networks (Índia) - NET., RCTI e TVRI (Indonésia) - NHK e TBS (Japão) - TV3 e 8TV (Malásia) - Hulegu Pictures (Mongólia) - Mediacorp, StarHub TV e Singtel TV (Singapura) - CTV e TTV (Taiwan) - MCOT, Channel 5 e NBT (Tailândia) - VTV (Vietnã) Oceania - ABC e SBS (Austrália) - TVNZ (Nova Zelândia) |